# HMS Ville de Paris
HMS Ville de Paris (Корабль Его Величества «Вилль де Пари») — 110-пушечный линейный корабль первого ранга. Единственный корабль Королевского флота, названный Ville de Paris, в честь французского линейного корабля Ville de Paris, флагмана Франсуа Жозефа Поль-де-Грасса в период американской войны за независимость. Этот корабль был захвачен британским флотом во время сражения у островов Всех Святых в апреле 1782 года, но во время транспортировки приза в Англию он попал в сильный шторм и затонул в сентябре 1782 года. Корабль был разработан сэром Джоном Генсло, и был единственным судном своего типа. Заложен 1 июля 1789 года на королевской верфи в Чатеме. Спущен на воду 17 июля 1795 года.

## Служба
Весной 1797 года Ville de Paris в качестве флагмана Джона Джервиса, с эскадрой из 21 линейного корабля двинулся к Кадису, куда отступил испанский флот после поражения у мыса Сент-Винсент. Он оставался в составе эскадры, блокирующей Кадис, до апреля 1799 года.
20 июля 1801 года лейтенант Вудли Лозак с Ville de Paris был назначен командующим отряда шлюпок, которые предприняли попытку захватить французский 20-пушечный французский корвет Chevrette, стоящий на якоре под защитой береговых батарей в заливе Камарет. Первая попытка не увенчалась успехом, так как лодки рассеялись и не смогли организовать атаку. Тем не менее, ночью с 21 на 22 июля была предпринята ещё одна попытка захвата. Несмотря на сильный огонь с берега и с самого корвета, британцы смогли высадиться на борт, и после короткого сражения завладели корветом.
Когда адмирал Коллингвуд, командующий Средиземноморским флотом, тяжело заболел, он решил вернуться в Англию на лечение. 5 марта 1810 года он покинул Менорку на борту Ville de Paris, оставив флот под временным командованием контр-адмирала Мартина, на 80-пушечном корабле Canopus. Однако 7 марта в 8 часов вечера адмирал Коллингвуд умер, так и не достигнув Англии. Причиной смерти была названа злокачественная опухоль желудка.
Ville de Paris оставался на службе до 1815 года, когда он был выведен из эксплуатации в Плимуте и отправлен в резерв. Он был переведен на рейдовую службу, с 1825 года использовался в качестве карантинного судна, а в 1845 году был отправлен на слом и разобран.